# Debič
Pogostost priimka Debič je bila po podatkih Statističnega urada Republike Slovenije na dan 1. januarja 2010 manjša kot 5 oseb. 

## Znani nosilci priimka
- Dane Debič (1927—2008), pisatelj